# Maria Kühne
Maria Kühne, geb. Koch, (* 25. Dezember 1885 in Barleben; † 25. Oktober 1947 in Magdeburg) war eine Widerstandskämpferin gegen den Nationalsozialismus.

## Leben
Nach dem Ende des Ersten Weltkrieges trat Kühne zunächst der USPD bei. 1920 wurde sie dann Mitglied der KPD. 1929 trat sie dem Roten Frauen- und Mädchenbund bei.
Mit der „Machtergreifung“ der Nationalsozialisten engagierte Kühne sich im Widerstand gegen den Nationalsozialismus. Sie gehörte der Widerstandsgruppe Müller-Kühne an und agitierte insbesondere unter Frauen. Räumlicher Arbeitsschwerpunkt war der Magdeburger Stadtteil Alte Neustadt.
1934 wurde sie verhaftet. Wegen „hochverräterischer Unternehmen“ erhielt sie eine Zuchthausstrafe von fünf Jahren, die sie in den Frauenzuchthäusern Jauer und Waldheim verbüßen musste.
Nach dem Ende der nationalsozialistischen Diktatur engagierte sich Kühne für eine Vereinigung von SPD und KPD.

## Ehrungen
In der Zeit der DDR waren ihr zu Ehren in Magdeburg eine Schule und eine Straße (Maria-Kühne-Straße) benannt. Beide wurden jedoch später umbenannt. Die Schule wurde ca. 2010 abgerissen, das Gelände ist inzwischen mit Einfamilienhäusern überbaut.